# 辣伙頭
辣伙頭（英語：Hot Chef），簡稱「HC」，是香港電視娛樂旗下ViuTV製作的一個烹飪比賽節目，由陶大宇、郭政鴻及楊尚友主持，於2020年2月10日至28日逢星期一至五22:30-23:00在ViuTV播出，由「Buffalo五層鑊」冠名贊助。

## 參賽者
本節目共有8名女參賽者。
| 中文名字 | 英文名字 | 入廚經驗 |
| 沈殷怡   | Shirley  | 2年      |
| 余逸思   | Yoshi    | 半年     |
| 蘇 菲    | Sophi    | 3年      |
| 陳海寧   | Isabella | 8年      |
| 郭奕芯   | Ashina   | 1年      |
| 陳欣妍   | Shirley  | 8年      |
| 洛 兒    | Lokyii   | 1年半    |
| 鄧月平   | Larine   | 16年     |

在節目中，參賽者會互相比拼廚藝；而因此節目只有女性參加者的緣故，故此節目又被戲稱為「ViuTV版《美女廚房》」，但場地佈局卻與我要做廚神 (美國版)較為相像，其中沈殷怡及陳欣妍兩位參賽者，又因英文名同是Shirley和擁有豐滿身材的關係，而被網民稱為「Double S Double May」。

## 比賽規則
各參賽者會分為個人及團體比賽，每集勝出的個人或團體都會獲得一枚襟章，到每一個星期結束時將會點算各人所獲得襟章數目，數目最少者會進行淘汰賽。

## 每集一覽
| 集數 | 播映日期 | 主題                 | 參賽者菜式（粗字為勝方） | 備註 |
| 1    | 2月10日  | 揭幕戰               | - 辣子雞－鄧月平 - 義式香腸烘蛋配蘋果沙律－洛兒 - 葡國雞－蘇菲 - 梅菜蒸肉餅配咸蛋黃醬－陳海寧 - 紅蝦意粉－陳欣妍 - 黃金炒蟹－郭奕芯 - 潮式煎蠔餅－余逸思 - 蝦意粉－沈殷怡                                                                                               | - 8名參賽者自選菜式進行個人比賽。 |
| 2    | 2月11日  | 劏雞大賽             | - 港式雞煲－余逸思 - 酥炸三味雞pat pat－陳海寧 - 雞肉大阪燒黑醋椰汁煎雞腿－洛兒 - 深夜食堂之京蔥黑蒜雞蠔－陳欣妍 - 日式雞串燒雞上髀配啤酒Mojito－沈殷怡 - 三國演義－鄧月平 - 香橙雞胸肉－蘇菲 - 九層塔煮三杯雞－郭奕芯                                                  | - 8名參賽者首先進行熱身賽劏雞，勝方可以優先選擇雞的部位去烹調。 |
| 3    | 2月12日  | 雞蛋料理             | - 海鹽奶蓋珍珠梳乎厘班戟－沈殷怡 - 梳乎厘班戟配焦糖醬及雜莓忌廉芝士醬－鄧月平 - 蘇格蘭蛋－郭奕芯 - 巴馬火腿Egg Benedict伴檸檬露筍－蘇菲 - 蜜糖番茄Egg Benedict－余逸思 - 巴馬火腿Egg Benedict－洛兒 - 韓式Egg Benedict－陳欣妍 - 巴馬火腿番茄Egg Benedict－陳海寧       | - 8名參賽者於「梳乎厘班戟」、「蘇格蘭蛋」及「Egg Benedict」之中三選一來進行烹調。 |
| 4    | 2月13日  | 團體賽               | - 北泰酸湯浸魚伴酸忌廉香茅魚球－郭奕芯、鄧月平 - 泰菲余（泰式香茅鹽焗魚及魚餅）－余逸思、蘇菲 - 白魚歸巢（白奶油汁焗魚伴蔬菜魚湯）－陳海寧、洛兒 - 一人前鱸魚餐（蘋果木煙燻鱸魚伴番茄海鮮魚湯、沙律）－沈殷怡、陳欣妍                                                   | - 8名參賽者首先進行熱身賽劏魚起肉，之後以「魚」為主題進行團體比賽，熱身賽勝方可以優先選擇另一個參賽者組合比賽，其餘組合則由抽籤決定。 |
| 5    | 2月14日  | 情人節大餐           | - 一口告白（煙三文魚配牛油果、煙肉菠蘿、煙三文魚配雞蛋、吞拿魚車厘茄） - 禁果蜜豚（蘋果肉桂豬扒） - 同甘共苦（香橙蛋糕配Cocktail） －陳海寧、沈殷怡、余逸思、洛兒 - 帶子配西芹青蘋果軟啫喱 - 龍蝦義大利飯 - 士多啤梨乳酪蛋白霜朱古力脆脆 －鄧月平、蘇菲、郭奕芯、陳欣妍 | - 嘉賓：肥仔@ERROR、保錡@ERROR、Edan@MIRROR - 由第4集勝出者（沈殷怡、陳欣妍）分成兩組，各自選擇3名拍檔互相比賽，兩組要烹調以「情人節大餐」為主題的前菜、主菜及甜品各一款。 - 陳海寧、余逸思及洛兒於該賽後成為第一輪最低得分者，3位需要進行附加淘汰賽。 |
| 6    | 2月17日  | 第一輪襟章結算       | - 傳統卡邦尼－洛兒 - 龍蝦包－余逸思 - 粟米雙食－陳海寧 | - 參賽者自選菜式進行個人比賽。 - 洛兒及陳海寧於該賽後被淘汰，第二輪剩下6名參賽者。 |
| 7    | 2月18日  | 第二輪淘汰賽展開     | - 韓式牛肉漢堡伴番薯條－蘇菲 - 風乾番茄漢堡－陳欣妍 - 洋蔥醬三層芝士漢堡－郭奕芯 - 韓式小泡菜煎餅漢堡－余逸思 - 中式辣漢堡－鄧月平 - 日系小清新漢堡－沈殷怡 | - 楊尚友先向6名第二輪參賽者教煮漢堡扒，之後以「漢堡包」為主題進行個人比賽。 |
| 8    | 2月19日  | 第二輪六人分組賽     | - 黑松露蛋白鮑魚酥配百香果烏龍茶 －蘇菲、沈殷怡、余逸思 （19個代幣-0張負評卡=19分） - 日式烏冬、蟹籽玉子燒配柚子薑茶或抹茶 －鄧月平、郭奕芯、陳欣妍 （25個代幣-7張負評卡=18分）                                                                                         | - 6名參賽者分成兩組比賽，烹調以「鮑魚」為主題的早餐，同時模擬經營餐廳，吸引現場觀眾惠顧，由現場觀眾以代幣作為投票來決定勝負。 |
| 9    | 2月20日  | 「黑糖麵包」創新菜式 | - 鹽酥魷魚包生炒飯－蘇菲 - 黑糖薑汁檸蜜－陳欣妍 - 虎蝦拌他他配黑糖麵包－郭奕芯 - 咖喱蟹肉批－余逸思 - 林杮酥皮－沈殷怡 - 法式洋蔥湯－鄧月平 | - 嘉賓：盧覓雪 - 參賽者以「黑糖麵包」為主題進行個人比賽。 |
| 10   | 2月21日  | 第二輪團體賽         | - 中東茶大寶寶配奶茶細寶寶 - 中東風味素菜Naan －蘇菲、鄧月平、沈殷怡 - 黑醋牛油果藜麥煎餅 - 威靈頓素菜卷 －郭奕芯、余逸思、陳欣妍 | - 6名參賽者分成兩組比賽，烹調以「素食」為主題的前菜及主菜各一款，而該兩款食物必須互相有關連，不可以獨立炮製兩款菜式。 - 余逸思於該賽後成為第二輪最高得分者，直接進入五強，其餘5位參賽者需要進行附加淘汰賽。                                            |
| 11   | 2月24日  | 第二輪淘汰賽         | - 平平牌羅勒醬龍蝦意粉－鄧月平 - 三重芝士風乾番茄意大利雲呑－沈殷怡 - 四川擔擔意粉－蘇菲 - 中西合璧意大利雲呑－陳欣妍 - 虎蝦小雲呑配紅椒濃汁－郭奕芯 | - 參賽者以「意粉」為主題進行個人比賽。 - 蘇菲於該賽後被淘汰，下一輪剩下5名參賽者。 |
| 12   | 2月25日  | 五強誕生             | - 三層肉－鄧月平 - 青瓜鹹牛肉卷－沈殷怡 - 水蜜桃鴨胸－陳欣妍 - 小茴香沙甸魚配芝麻脆片－郭奕芯 - 炸五香肉丁肉丸配莎莎醬－余逸思 | - 參賽者以「罐頭食物」為主題進行個人比賽。 - 沈殷怡於該賽後被淘汰，下一輪剩下4名參賽者。 |
| 13   | 2月26日  | 四強正式誕生         | - 平平的豬腩肉－鄧月平 - 甜甜酸酸pork belly－陳欣妍 - 香橙檸蜜豬腩肉－郭奕芯 - 甜橙香茄honey豬－余逸思 | - 4名參賽者分成兩組一對一互相比賽，由上一輪最高分者（鄧月平）揀選對手，兩組勝方將會得到決賽3個名額當中2個。 - 參賽者以「水果」及「肉類」為主題進行比賽。                                                                                               |
| 14   | 2月27日  | 四強分組賽           | - 龍井煙燻帶子配仿魚子－郭奕芯 - 銀鱈魚broth（清湯）－鄧月平 | - 由上一集兩組負方一對一互相比賽，爭奪決賽最後1個名額。 - 參賽者以「茶」為主題進行比賽。 - 郭奕芯於該賽後被淘汰。 |
| 15   | 2月28日  | 冠軍誕生             | - 中式煎帶子伴分子大紅袍橙汁 - 辣味豬腩肉Pasta - 芝士伯爵茶蛋糕配四川幸運曲奇 －鄧月平 - 梅子番茄 - 香煎羊架配沙葛腐乳醬 - 熱情果軟心蛋白糖霜脆餅 －陳欣妍 - 鮮蝦蘑菇蒜辣醬麵包 - 西班牙海鮮燉飯 - 炸泡芙配熱情果奶油醬 －余逸思                                        | - 參賽者要烹調前菜、主菜及甜品各一款，主題不限。 - 鄧月平奪得「辣伙頭」冠軍。 |

## Lunch廚熱身賽
為配合節目即將播出，ViuTV於2019年12月9日「中午12時30分左右」透過Facebook直播進行「Lunch廚熱身賽」，邀請節目中的8位參賽者進行「Lunch大鬥法」。

## 外部連結
- ViuTV：辣伙頭 （页面存档备份，存于）

## 節目變遷
| 香港 ViuTV 逢星期一至五 22:30－23:00 · 2020年2月28日 22:45－23:15          | 香港 ViuTV 逢星期一至五 22:30－23:00 · 2020年2月28日 22:45－23:15 | 香港 ViuTV 逢星期一至五 22:30－23:00 · 2020年2月28日 22:45－23:15 |
| -------------------------------------------------------------------------- | ----------------------------------------------------------------- | ----------------------------------------------------------------- |
|                                                                            | 辣伙頭 （2020年2月10日－2020年2月28日）                           |                                                                   |
| 最愛母飯開 （2020年1月20日－2020年2月7日）                                 | 埋嚟睇 埋嚟玩 （2020年3月2日－2020年4月10日）                     |                                                                   |
| 香港 ViuTV 逢星期六 15:00－15:30 · 2023年1月21日、3月4日及4月15日 暫停播映 |                                                                   |                                                                   |
| 初戀還未來？（重播） （2022年9月17日－2022年12月31日）                     | 辣伙頭（重播） （2023年1月7日－2023年4月29日）                    | 聲畫合拍 5 （2023年5月6日－2023年5月13日）                        |